# Géraldine Giraud
Pour les articles homonymes, voir Giraud.
Géraldine Giraud, connue aussi sous le nom de scène Géraldine Gassler, née le 17 mai 1968 à Sens et morte assassinée le 1er novembre 2004 à  Villeneuve-sur-Yonne, est une actrice française, active notamment dans le doublage.

## Biographie
Ses parents sont les comédiens Roland Giraud et Maaike Jansen.
Géraldine Giraud devient actrice comme ses parents. Elle fait ses débuts à l'écran en 1990 avec le film Le Provincial, dans lequel joue son père. Elle travaille ensuite essentiellement dans le doublage.
Géraldine Giraud, 36 ans, et sa compagne Katia Lherbier, 32 ans, éducatrice sociale et chanteuse de jazz, sont mortes assassinées le 1er novembre 2004 à Villeneuve-sur-Yonne. La relation entre les deux femmes avait commencé deux semaines plus tôt. Alors qu'elles ont passé le premier week-end de novembre 2004 dans la propriété familiale de La Postolle, près de Sens, elles ne donnent plus signe de vie. L'utilisation des cartes bancaires de Géraldine et de Katia par Jean-Pierre Treiber, ancien garde forestier, entraîne son arrestation le 22 novembre. Au cours de sa garde à vue, il donne plusieurs versions peu crédibles. Directeur de l'enquête, le commandant Michel Cunault, chef de l'antenne de police judiciaire d'Auxerre, découvre que Treiber a loué une pelleteuse début novembre pour faire des travaux dans sa maison de Villeneuve-sur-Yonne. Le 8 décembre, lors d'une perquisition à son domicile, les enquêteurs découvrent dans le jardin des affaires des jeunes femmes dans les cendres d'un feu près d'un cabanon. Leurs corps dénudés et calcinés (avec leurs gorges enserrées par des cordelettes avec un nœud coulant) sont retrouvés le lendemain dans le puisard du jardin de Treiber. Les enquêteurs suspectent fortement ce dernier mais Treiber nie. Ils soupçonnent également des complices ou même un commanditaire, et s'intéressent à Patricia Darbeau, l'amie de Treiber qu'il a aidée financièrement, et Marie-Christine Van Kempen, ancienne chanteuse lyrique et tante maternelle de Géraldine à qui elle a présenté Katia, sa locataire. Des traces de chloropicrine (gaz qui a servi à intoxiquer les deux jeunes femmes) sont retrouvées dans la cave de Christine Van Kempen qui donne une explication simple à ce sujet : l'ancien propriétaire des lieux a utilisé un insecticide à base de chlore.
Après la confirmation du non-lieu par la cour d'appel de Paris dont Marie-Christine Van Kempen a bénéficié, il était prévu que Jean-Pierre Treiber soit jugé seul dans cette affaire en avril 2010. Ce procès n'aura finalement jamais lieu, après son suicide par pendaison dans sa cellule de la prison de Fleury-Mérogis, le 20 février 2010.
Géraldine Giraud est inhumée le 20 décembre 2004 au cimetière de La Postolle dans l'Yonne.

## Filmographie
- 1990 : Le Provincial de Christian Gion
- 1992 : Sup de fric de Christian Gion
- 2000 : Les Insaisissables de Christian Gion
- 2004 : Pédale dure de Gabriel Aghion
- 2005 : La Parenthèse interdite, téléfilm de David Delrieux : la femme de l'association
- S11 E13: Faites Entrer l'Accusé: Jean-Pierre Treiber, l'affaire Giraud-Lherbier

## Doublage

### Cinéma

#### Film d'animation
- 1991[6] : Ranma ½ : La Grande Bataille de Chine : Laly

### Télévision

#### Séries télévisées
- Amy Ryan dans :
  - Une fille à scandales (1995-1996) : Chloe Banks (20 épisodes)
  - New York, unité spéciale (2000) : Lorraine Hansen (saison 1, épisode 11)
  - New York, section criminelle (2003) : Julie Turner (saison 2, épisode 12)

- 1997-2004 : Inspecteur Barnaby : Cully Barnaby (Laura Howard) (1re voix, saisons 1 à 7)
- 1998 : Beverly Hills 90210 : Sarah Edmunds (Brandi Andres) (saison 8, épisodes 29 à 32)
- 2002-2003 : JAG : le lieutenant-commandant Tracy Manetti (Tamlyn Tomita) (7 épisodes)
- 2003 : NCIS : Enquêtes spéciales : le membre du corps médical (Elizabeth Morehead) (saison 1, épisode 4)
- 2003-2004 : Mon oncle Charlie : Rose (Melanie Lynskey) (1re voix, saison 1)
- 2003-2004 : Les Condamnées : Paula Miles (Nikki Amuka-Bird) (8 épisodes)
- 2004 : New York 911 : Grace Foster (Cara Buono) (1re voix - saison 5, épisodes 21 et 22)
- 2004 : New York Police Blues : l'officier Janet Grafton (Lana Parrilla) (saison 11, épisodes 11, 13 et 15)

#### Série d'animation
- 1989-1990 : Ranma ½ : Nabiki Tendō / Amandine Galant (1re voix)